# E3 Prijs Harelbeke 1993
L'E3 Prijs Harelbeke 1993, trentaseiesima edizione della corsa, si svolse il 27 marzo su un percorso di 206 km, con partenza ed arrivo a Harelbeke. Fu vinta dall'italiano Mario Cipollini della squadra MG Boys Maglificio-Technogym davanti al tedesco Olaf Ludwig e all'olandese Jelle Nijdam.

## Ordine d'arrivo (Top 10)
| Pos. | Corridore             | Squadra                             | Tempo    |
| ---- | --------------------- | ----------------------------------- | -------- |
| 1    | Mario Cipollini       | MG Boys Maglificio-Technogym        | 4h59'24" |
| 2    | Olaf Ludwig           | Telekom                             | s.t.     |
| 3    | Jelle Nijdam          | Wordperfect                         | s.t.     |
| 4    | Eric Vanderaerden     | Wordperfect                         | s.t.     |
| 5    | Michel Zanoli         | ELRO snacks-Van Griensven Automaten | s.t.     |
| 6    | Adriano Baffi         | Mercatone Uno-Medeghini-Zucchini    | s.t.     |
| 7    | Nico Verhoeven        | Novemail-Histor-Laser Computer      | s.t.     |
| 8    | Michel Vanhaecke      | Lotto-Caloi                         | s.t.     |
| 9    | Alain Van Den Bossche | TVM-Bison Kit                       | s.t.     |
| 10   | Uwe Raab              | Telekom                             | s.t.     |